# Nizar Alkhater
Nizar Alkhater(în arabă:نزار الخاطر ,în ebraică:ניזאר אלכאטר, n. 1985) este un pianist, compozitor, dirijor și pedagog arab israelian. El a dirijat numeroase ansambluri și orchestre în Israel și în străinătate și este directorul general al Asociației Harmonica de promovare a muzicii.  

## Biografie
Alkhater s-a născut într-o familie arabă musulmană din orașul Lod, ca fiu mai mare dintre cei patru copii ai unui tâmplar și al unei profesoare de limba arabă la Seminarul Kibuțurilor din Tel Aviv. El a studiat la școala creștină Terra Santa din Ramla 
Alkhater a învățat să cânte la pian de la vârsta de șase ani cu profesorul Lutfi Alhissan, iar la șapte ani a început să învețe la Conservatorul israelian de muzică Stricker (in prezent Adison) din Tel Aviv, cu profesoara Malka Mevorakh (pian) și Ronen Shapira (compoziție)..În tinerețe el a cântat în Orchestra arabo-evreiască. La 12 ani el a compus câteva valsuri scurte pentru pian, iar doi ani mai târziu - o elegie și o rapsodie. La 16 ani a compus primul său concert pentru pian și orchestră pe care l-a interpretat împreună cu Orchestra de tineret a Conservatorului din Tel Aviv în diverse locuri din Israel. În anii 2000-2004  Alkhater a studiat pentru licență și masterat la Academia de muzică și dans din Ierusalim. După 2021 a început studii de doctorat la Universitatea Bar Ilan din Ramat Gan
În 2012 Nizar Akkhater a întemeiat ansamblul „Abaad” format din 9 instrumentiști. Ansamblul a interpretat muzică arabă și clasică occidentală. 
În anii 2020 ansamblul Abaad activează în cadrul asociației Harmonica, întemeiate de el în scopul de promovării studiului muzicii în rândurile populațiilor defavorizate. În 2000 asociația a câștigat un concurs organizat de primăria orașului Lod, în urma căruia ea a inițiat opt proiecte în oraș. Proiectele includ coruri, ansambluri și orchestre. În 2017 Alkhater a dirijat Orchestra Tineretului Muzical din Israel și alte orchestre.
În anii 2018-2020 Alkhater a condus Abdaa, filiala din cartierul Shekh Jarrah a Conservatorului de pe lângă Academia de muzică și dans din Ierusalim.
În 2019-2021 el fost responsabilul cu domeniul muzicii pe țară în cadrul proiectului „Cultura la periferie al Ministerului Culturii.
Din anul 2016 Alkihater predă la Colegiul Academic Ono din Kiryat Ono, iar din 2017 el predă la Academia de muzică și dans din Ierusalim.
de asemenea, el predă și la Centrul Alshekh de muzică tradițională. 
În 2021 Alkhater a compus muzica la filmul documentar„ Orchestra de instrumente comunicante”  

### Viața privată
Din 2017 Nizar Alkhater s-a căsătorit cu Mais

## Premii și onoruri
- 2002 - Bursă de excelență a Conservatorului de muzică Stricker din Tel Aviv
- 2005, 2006 - Premiul intâi la Concursul „Roma per Gerusalemme”
- 2007 - Premiul de excelență al Academiei de muzică și dans din Ierusalim penru muzicieni și un premiu special pentru execuția lucrării Gaspard dela Nuit de Maurice Ravel la un masterclass internațional pentru pian la Colegiul Academic Tel Hai
- 2009 - la un masterclasss la Viena - premiul pentru interpretarea cea mai bună a lui Schubert - pentru execuția sonatei nr.42 de Schubert
- 2013 - Premiul Munir Alkaluti pentru proiectul ansamblului Abaad  [3]
- 2021 - Premiul  primului ministru al Israelului (Levi Eshkol) pentru compoziție  [4]

## Opera

### Piese pentru pian
- 1997 - Valsuri scurte
- 1998 - Elegie
- 1999 - Rapsodie
- 2010 - O noapte cu Cleopatra
- 2014 - Vals Andalus
- 2021 -  Intermezzo

### Muzică de cameră
- 2016 - Mowashah andalusi
- 2018 - Sam'ai Hijaz
- 2018 - Trio pentru instrumente de suflat din lemn
- 2019 - Ciclul de cântece  Călătorie spre haos
- 2020 - Ciclul de cântece Ploaie blândă - مطر-ناعم text de Mahmud Darwish

### Lucrări pentru orchestră
- 2001 - Concertul pentru pian și orchestră în fa minor
- 2019 - Taksim variațiuni pentru Orchestra Mizrah-Maarav (Orient-Occident)
- 2020 - Uvertură pentru orchestră de cameră
- 2020 - Primăvară în Orient pentru orchestră de coarde și patru piane
- 2021 - Concertino (Ducele și alții) pentru pian și orchestră
- 2021 - Zabur - Psalm -pentru cor de cameră și orchestră baroc
- 2022 - Suită mediteraneană pentru orchestră